# Mantzelstraße
Die  Mantzelstraße  (auch: Faule Grube) ist eine Anliegerstraße im historischen Stadtkern der ehemaligen Bischofsresidenz und Universitätsstadt Bützow im Landkreis Rostock in Mecklenburg.

## Geografische Lage
Die Mantzelstraße verbindet als Einbahnstraße die Kreuzung Kirchenstraße, 4. und 5. Wallstraße mit der Rühner Straße. Sie verläuft mit einer Länge von circa 110 Meter in Nordost-Südwest Richtung. Der Fahrbahnbelag besteht aus Kopfsteinpflaster.

## Geschichte
Faule Grube stellte in einigen mittelalterlichen Stadtkernen in Mecklenburg ein Synonym für ein ehemaliges Feuchtgebiet oder für ein offenes Gewässer dar. In alten Stadtkarten von Bützow ist die Bezeichnung Faule Grube oder Faule Gasse ebenfalls präsent. Im Falle der Stadt Bützow geht es zu einem Teil auf einen mittelalterlichen Entwässerungsgraben, zum anderen Teil durch eine Überlieferung innerhalb der Stadt durch den Volksmund. Diese Umstände begründeten die bis in die Neuzeit erhalten gebliebene Bezeichnung Faule Grube.
Eine nennenswerte Bebauung des Gebietes setzte erst um 1600 ein. Es entstanden kleine Haus- oder Budenstellen, die im 18. Jahrhundert nach den letzten großen Stadtbrand durch traufständige Fachwerk- und Backsteinbauten ersetzt wurden. Die im Jahr 1738 neu angesiedelte jüdische Gemeinde erwarb in den 1780er Jahren das Grundstück der Faulen Grube 10, es entstand mit herzoglicher Genehmigung eine Synagoge.

## Ergründung des Straßennamens
Erster und einziger Versuch, die Ursache für die Bezeichnung zu ergründen, gehen auf Ernst Johann Friedrich Mantzel zurück. Er lehrte als Professor an der Friedrichs-Universität Bützow, setzte sich aber auch mit der Stadtgeschichte der Stadt Bützows auseinander. Nach ihm ist heute die Straße benannt. Mantzel schrieb 1764 in den Bützowsche Ruhestunden, gesucht, in Mecklenburgschen, vielentheils, bisher noch ungedruckten, zur Geschichte und Rechtsgelahrtheit vornehmlich gehörigen Sachen folgendes:

„ Die faule Straße führet, vom Stadt-Armen-Hause, in die rühnsche, welche die lange continuiret. Sie wird wohl ein canal gewesen sein, welcher das faule Wasser, aus denen Gassen, in den Stadtgraben geführet....“

Friedrich Mantzel irrte jedoch. So handelte es sich bei der Faulen Grube nicht um einen offenen Kanal zur Ableitung des faulen Schmutzwassers, sondern um ein geschlossenes Grabenwerk zur Entwässerung von Schichtenwasser und/oder zur Entwässerung eines Senkenbereiches. Die Bezeichnung faules Wasser war offenbar ein Kollektivum für auf jegliche Art, einschließlich Fäkalien, verunreinigtes Wasser.

## Archäologischer Fund
Archäologische Untersuchungen aus dem Jahr 2014 ergaben, für die mittelalterliche Zeit ein ursprünglich in zwei Bereiche gegliedertes unbewohntes Gelände. Der nördliche Teil der Faulen Grube lag auf einem trockenen, feinsandigen Gebiet. Im südlichen Teil des Gebietes war eine Grabenstruktur, die im Verlauf des 13. Jahrhunderts künstlich angelegt wurde und Teile der westlichen Altstadt (Gänsemarkt) entwässerte. Die Besonderheit des in dieser Form seltenen, und in der Region bislang erstmalig festgestellten Bodendenkmals liegt in seiner geschlossenen Bauweise. Es handelte sich um einen 3 Meter breiten wannenförmigen Entwässerungsgraben. Der Graben verlief schräg querend von der Langen Straße 60/62 in Richtung Faule Grube 4  und 6, von dort verlief die Entwässerung in das Niederungsgelände nördlich der Altstadt oder in den Stadtgraben. Die Grabenwandung war aus Hölzern um Ästen von Birken und Erlen, die wahrscheinlich aus dem nahe gelegenen Ellernbruch herangeholt wurden. Der Graben wurde zeitnah nach der Öffnung wieder verfüllt. Die Entwässerungsfunktion war trotz der Verfüllung durch die Kapillarwirkung in der Holzlage gegeben.

## Straßenname im Wandel der Zeit
In dem noch erhaltenen Archivmaterial wird die faule Grube zum ersten Mal im Jahr 1617 namentlich erwähnt.  Die Straße hieß über Jahrhunderte hinweg Faule Grube. Am 16. Juli 1964 erhielt die Straße durch Beschluss der Ratsherren der Stadt einen neuen Namen. Aus der Faulen Grube wurde die Mantzelstraße.

## Bebauung

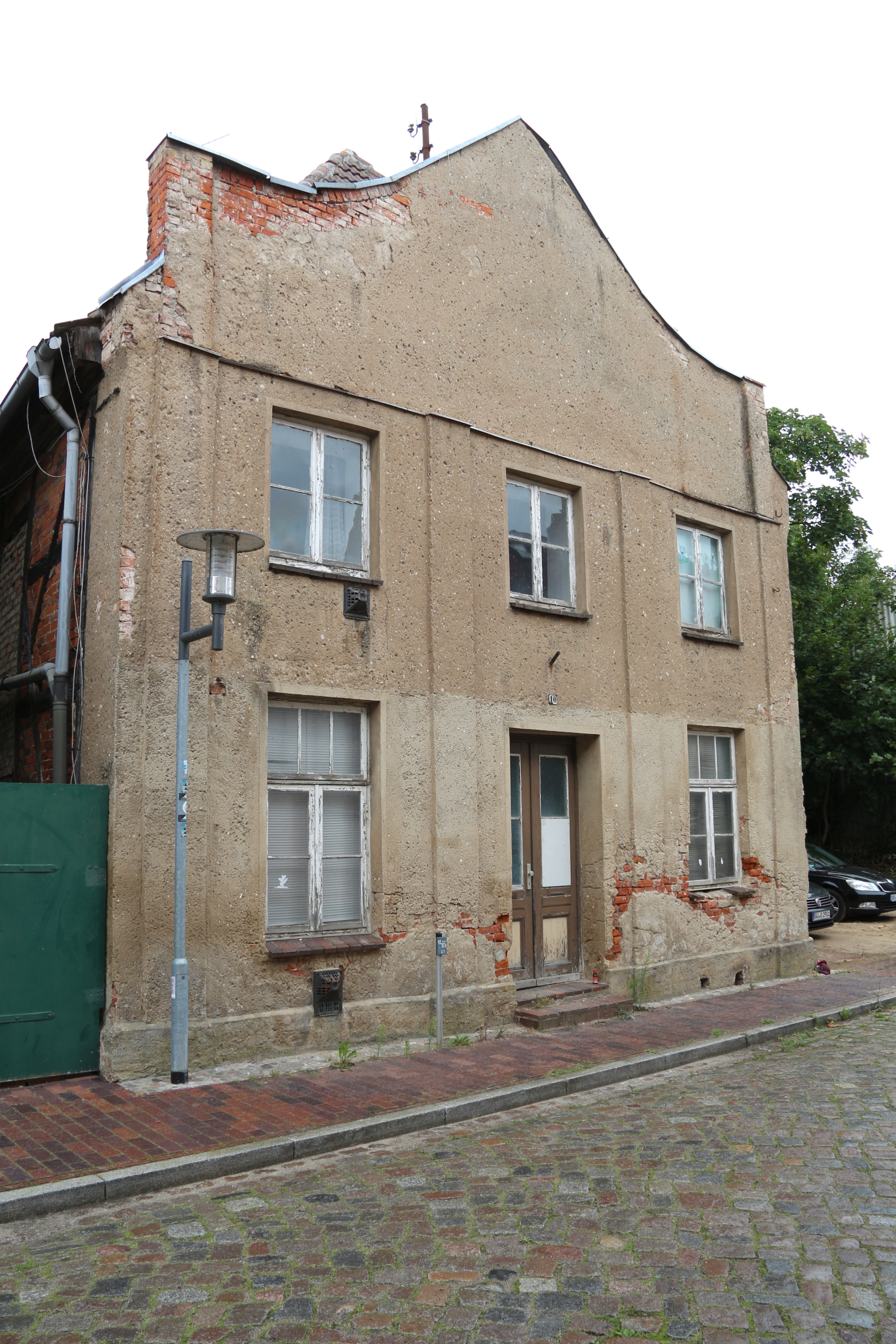
Faule Grube 10

An der Straße stehen zumeist zweigeschossige Wohnhäuser. Bis 1900 waren folgende Häuser gebaut und Hausnummern vergeben.
Die Denkmalplakette  kennzeichnet Baudenkmale der Mantzelstraße.
| Haus Nr. | Historische Haus- nummer bis 1908 |  | Bemerkungen                 | Geschichte |
| -------- | --------------------------------- |  | --------------------------- | --- |
| 1        | 136                               |  | Haus existiert nicht mehr   | ehemals: Pantoffelmachermeister Ch. Meyer, auch: Schuhmachermeister F.Kröplin, später: Tischlerfrau L. Ohlmann |
| 2        | 123                               |  | Haus existiert nicht mehr   | ehemals: Schuster Joh. Geist, später: Schuster F. Lütckens                                                     |
| 3        | 135                               |  |                             | ehemals: Bürstenmachermeister Fr. Jochens, später: Schuhmacher H. Piehl                                        |
| 4        | 124                               |  | Haus existiert nicht mehr   | ehemals: Arbeiter O. Block, später: Schuhmachermeister F. Ritter                                               |
| 5        | 134                               |  |                             | ehemals: Zimmergeselle F. Wölfen                                                                               |
| 6        | 125                               |  | Haus existiert nicht mehr   | ehemals: Th. Jacoby, später:Glasermeister C. Steinfatt                                                         |
| 7        | 133                               |  |                             | ehemals:Böttchermeister F. Laß, später: J. & G. Schmidt                                                        |
| 8        | 126                               |  |                             | ehemals: Tischlermeister Joh. Marschal, später: Korbmacher L. Lehmann, später: Tischler Joh. Schmidt           |
| 9        | 132                               |  |                             | ehemals:Putzmacher H. Noldt, später: Stellmacher H. Geist                                                      |
| 10       | 127                               |  | Synagoge Bützow erbaut 1789 | ehemals: Israelische Gemeinde                                                                                  |
| 11       | 131                               |  |                             | ehemals: Schustermeister H. Ohlmann, später: Musiker C. Wulff                                                  |
| 12       | 128                               |  | Haus existiert nicht mehr   | ehemals: Ackerbürger Ch. Fust, später: Schlachtermeister H. Ahrens                                             |
| 14       | 129                               |  | Haus existiert nicht mehr   | ehemals: Tischlermeister th. Vollrath, später: Tischlermeister L. Hausschild                                   |
| 16       | 130                               |  |                             | ehemals:Schuhmachermeister C. Kopplow, später: Bierhändler K. Maaß                                             |